# Antoni Reginek
Antoni Reginek (ur. 31 maja 1948 w Wilczy koło Pilchowic na Górnym Śląsku) – prezbiter katolicki, dr hab. teologii, profesor zwyczajny (od 2014 roku), mgr muzykologii kościelnej, prałat, kanonik honorowy, profesor nadzwyczajny w Katedrze Teologii Biblijnej Starego i Nowego Testamentu na Wydziale Teologicznym Uniwersytetu Śląskiego w Katowicach. Pełnił funkcję Prodziekana ds. Studentów. Był także wykładowcą Wyższego Seminarium Duchownego Franciszkanów w Katowicach, p.o. Rektora Seminarium, wykładowcą Zakładu Dydaktyki Instrumentalnej UŚ w Cieszynie i kierownikiem sekcji katowickiej Polskiego Towarzystwa Teologicznego. Jest kapelanem Śląskiego Związku Chórów i Orkiestr, członkiem Archidiecezjalnej Komisji Muzyki Sakralnej oraz prezesem Stowarzyszenia Polskich Muzyków Kościelnych.

## Życiorys
Urodził się w rodzinie o tradycjach nauczycielskich. Wychował się w Czuchowie. Jego ojciec Karol pełnił w latach 1949-1969 funkcję dyrektora Szkoły Podstawowej nr 6 w Czuchowie, do której także uczęszczał Antoni w latach 1954-1961. Po jej ukończeniu kontynuował naukę w I Liceum Ogólnokształcącym im. Powstańców Śląskich w Rybniku, gdzie w 1965 roku zdał egzamin maturalny. Następnie wstąpił do Wyższego Śląskiego Seminarium Duchownego w Krakowie, gdzie w latach 1965-1972 odbył magisterskie studia teologiczne. 
Święcenia kapłańskie przyjął 30 marca 1972 roku w Katowicach. Po święceniach do 1975 pełnił posługę duszpasterską jako wikariusz w parafii św. Katarzyny w Czechowicach-Dziedzicach. Następnie odbył studia specjalistyczne z zakresu muzykologii na Katolickim Uniwersytecie Lubelskim. Od 1980 do 2001 pełnił pracę pedagogiczną i wychowawczą w Wyższym Śląskim Seminarium Duchownym w Katowicach. Dwukrotnie był prefektem – od 10 października 1980 do 31 lipca 1984 oraz od 22 sierpnia 1985 do 21 sierpnia 1986. W przerwie pomiędzy pełnieniem tych funkcji, w 1985 roku zdobył doktorat z muzykologii kościelnej na KUL-u na podstawie dysertacji o hymnach gregoriańskich. Następnie od 22 sierpnia 1986 do 1 października 2001 pełnił funkcję wicerektora w Wyższym Śląskim Seminarium Duchownym w Katowicach. Od 5 października 1990 do 30 stycznia 1991 był jego rektorem. W latach 1985–2003 przewodniczył Archidiecezjalnej Komisji ds. Muzyki Sakralnej w Katowicach i pełnił funkcję duszpasterza organistów. W 2001 z chwilą powstania Wydziału Teologicznego Uniwersytetu Śląskiego, został jego pracownikiem naukowym, a w 2006 wybrano go na prorektora ds. studentów. W 2008 został wybrany na drugą kadencję.
Ks. Reginek w czerwcu 2005 uzyskał habilitację na Wydziale Teologicznym Uniwersytetu Opolskiego – rozprawa habilitacyjna pt. Pieśni nabożne Franciszka Karpińskiego oraz psalmy w jego tłumaczeniu w przekazach źródłowych i tradycji ustnej. W 2009 roku uzyskał tytuł profesora nadzwyczajnego w Zakładzie Liturgiki i Homiletyki Uniwersytetu Śląskiego w Katowicach, a w 2014 tytuł profesora zwyczajnego. 

## Publikacje naukowe
Opublikował następujące pozycje naukowe:
- "Pieśni nabożne" Franciszka Karpińskiego oraz psalmy w jego tłumaczeniu w przekazach źródłowych i tradycji ustnej. Studium teologiczno-muzykologiczne, Katowice 2005.

Jako redaktor przyczynił się m.in. do wydania następujących pozycji: 
- Chorał Śląski, T. 1, Katowice 2003.
- Chorał Śląski, T. 2, Katowice 2005.
- Skarbiec pieśni kościelnych, Katowice 2004.
- Śpiewnik archidiecezji katowickiej, Katowice 2000.
- Wybór pieśni nabożnych Franciszka Karpińskiego oraz psalmów w jego tłumaczeniu, Katowice 2002.
- Z pieśnią i piosenką przez świat. Śpiewnik pielgrzymkowo-wycieczkowy, Katowice 1992.
- Kalendarz Liturgiczny Archidiecezji Katowickiej. Roczniki 1993-2007.